# ألكسندر غرانت
ألكسندر غرانت (بالإنجليزية: Alexander Grant)‏ هو مصمم رقص وراقص باليه نيوزيلندي، ولد في 22 فبراير 1925 في ويلينغتون في نيوزيلندا، وتوفي في 30 سبتمبر 2011 في لندن في المملكة المتحدة.